# 2010年亚洲残疾人运动会越南代表团
2010年亚洲残疾人运动会越南代表团共派出54名运动员参赛，其中男运动员36名，女运动员18名。
奖牌榜：
| 名次 | 代表团 | 金牌 | 银牌 | 铜牌 | 总数 |
| ---- | ------ | ---- | ---- | ---- | ---- |
| 11   | 越南   | 3    | 4    | 10   | 17   |

## 奖牌获得者

### 金牌
1. 武成松：游泳 - 男子50米自由泳 - S5
2. 范德忠：羽毛球 - 男子单打站立二级
3. 黄品胜：羽毛球 - 男子单打站立一级

### 银牌
1. 阮氏青滔：田径 - 女子100米 - T53
2. 黎德雄：田径 - 男子400米 - T11
3. 郑功伦：田径 - 男子铅球 - F54/55/56
4. 武成松：游泳 - 男子100米自由泳 - S5

### 铜牌
1. 阮氏红：举重 - 女子40公斤级
2. 丁氏娥：举重 - 女子52公斤级
3. 越南：乒乓球 - 女子团体TT6-10
4. 阮英俊：田径 - 男子跳远 - F11
5. 阮友盛：田径 - 男子100米 - T37
6. 阮氏青滔：田径 - 女子200米 - T53
7. 陶文强：田径 - 男子400米 - T11
8. 高玉雄：田径 - 男子铁饼 - F57/58
9. 阮氏沙莉：羽毛球 - 女子100米蛙泳 - SB5
10. 张玉平：羽毛球 - 男子单打轮椅三级